# ElviraYuki
ElviraYuki (12 de noviembre de 2002) es una creadora de contenido, Youtuber y streamer en Twitch conocida por jugar con los pies con el dance pad, un tipo de controlador electrónico utilizado para juegos de baile. Para febrero de 2025 contaba con más de 80.000 seguidores y 1.47 millones de reproducciones.

## Biografía
Elvira nació el 12 de noviembre de 2002 en Cádiz, España. Estudió educación infantil en la UCA pero no terminó sus estudios y empezó a streamear en Twitch. Cuando era joven jugaba a videojuegos de princesas Disney, después jugó con la consola de nintendo, y finalmente jugó con la Xbox y la Playstation 4 hasta que decidió crearse una cuenta en Twitch, donde ya jugó con la PlayStation 5 y el PC. A lo largo de su vida ha jugado a distintos videojuegos como Pingu, Plants vs. Zombies, Animal Crossing, Pokemon, My Little Pony, Minecraft, The Sims, Red Dead Redemption o Grand Theft Auto.

## Carrera
Desde que era joven quería hacer vídeos para YouTube, pero no empezó hasta que terminó bachillerato. A pesar de las burlas que recibía porque nadie creía que pudiera hacerlo, empezó a hacer streams diarios en la plataforma de Twitch jugando a una variedad de videojuegos, como el juego de terror Resident Evil o Super Mario 64, y decidió superar los juegos de From Software con el dance pad, empezando con el Dark Souls. De esta manera y poco a poco empezó a ser conocida en España y fue invitada por Chuso a participar en el evento de Relay Race, derrotando a Vicaria Amelia sin recibir ningún golpe y jugando con el dance pad.
Entre el 2 y el 16 de septiembre de 2022 comenzó a enfrentarse a enemigos de videojuegos con un dance pad, como los distintos jefes de Elden Ring: Radahn, Godrick, Margit, Morgoth y Rennala o enfrentándose a los enemigos más mortales en la saga de Dark Souls en nivel 1 o Sekiro, y otros videojuegos como una No-Hit en Bloodborne (sin recibir un golpe de los personajes no jugables). Los derrotó sin usar ninguna invocación y en un tiempo de 4 minutos de duelo (el estudio lanzó un nuevo parche que incrementaba el daño de los ataques).
Así se convirtió la primera jugadora hispanohablante en derrotar a estos jefes utilizando el dance pad, que es mucho más costoso porque el personaje sufre un retraso en el movimiento cuando se pulsa el botón. En 2022 fue invitada a la Gamepolis de Málaga.
En enero de 2023 fue considerada una streamer top junto a Brais Moure, Pilarsitta, Trizia_Curtis y OllieGamerz, por lo que aparecieron en Callao City Lights. El 21 de febrero se confirmó su participación en la serie de Twitch Squid Craft Games 2, creado por Rubius, Komanche y AuronPlay.
En enero de 2024 participó en Hunt & Run, un battle royale de Twitch Rivals de Minecraft que creó IlloJuan. El 9 de abril de 2024 fue finalista para representar al club de esports club Team Heretics junto a Alba Castelló, Jose Ortega y Totakeki. Finalmente, Totakeki fue seleccionada como ganadora del Red Bull Draft Heretics. En noviembre de 2024 participó en la serie Squid Craft Games 3.
El 9 de febrero de 2025 fue invitada al evento de World of Warcraft llamado Go Again, que fue creado por El Xokas y dirigido para jugadores españoles.